# Медоносы

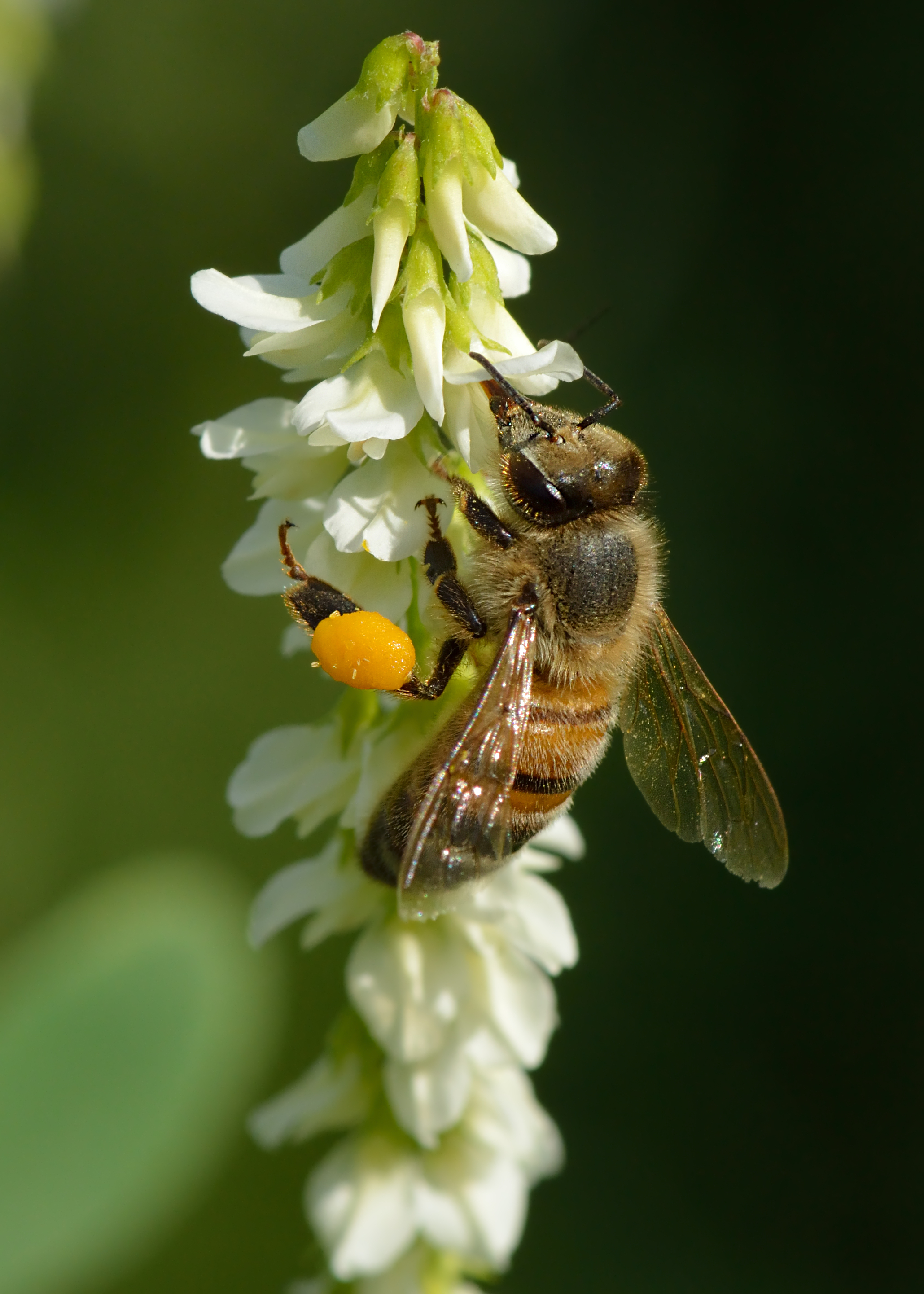
Донник белый

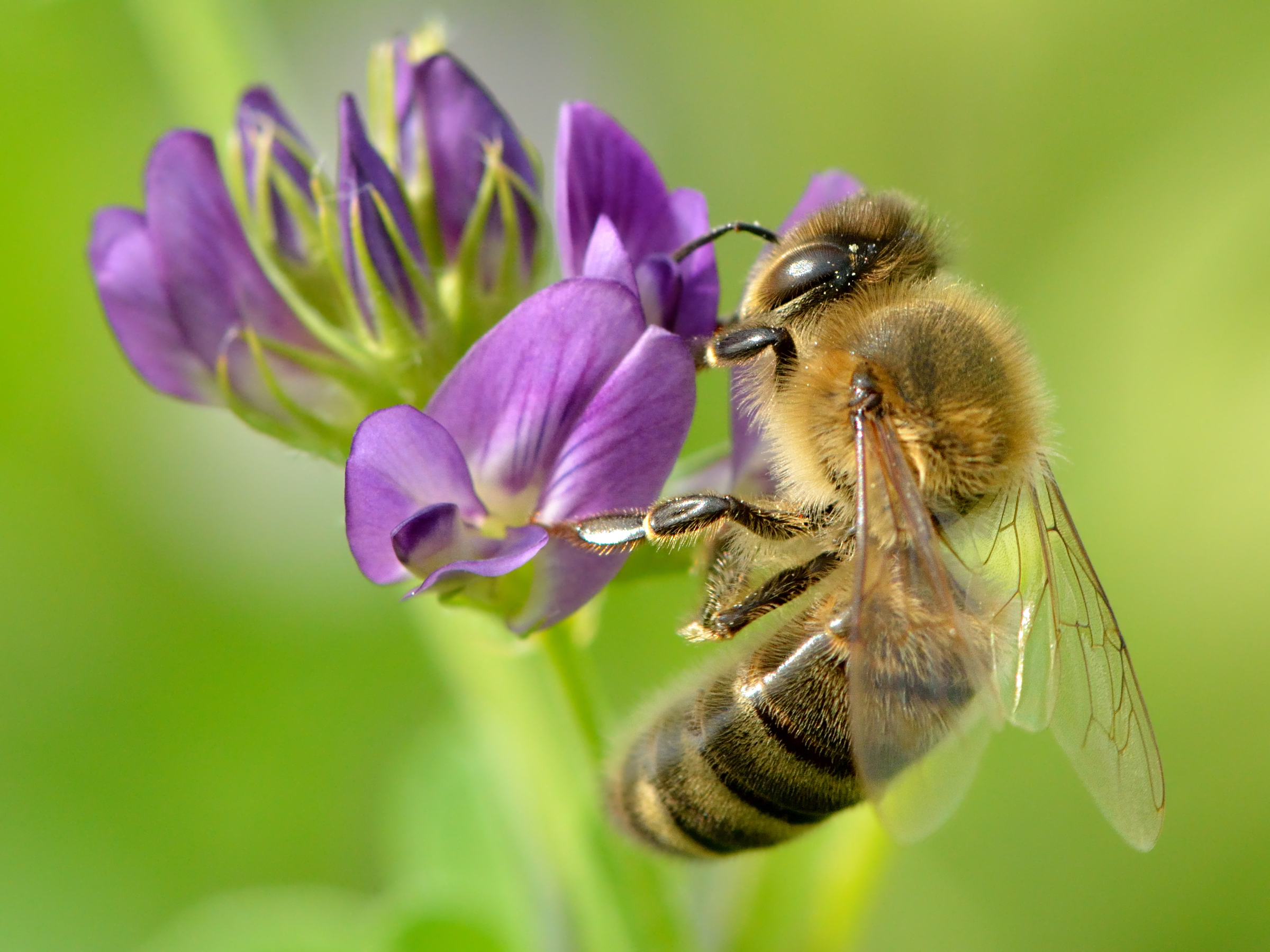
Люцерна посевная

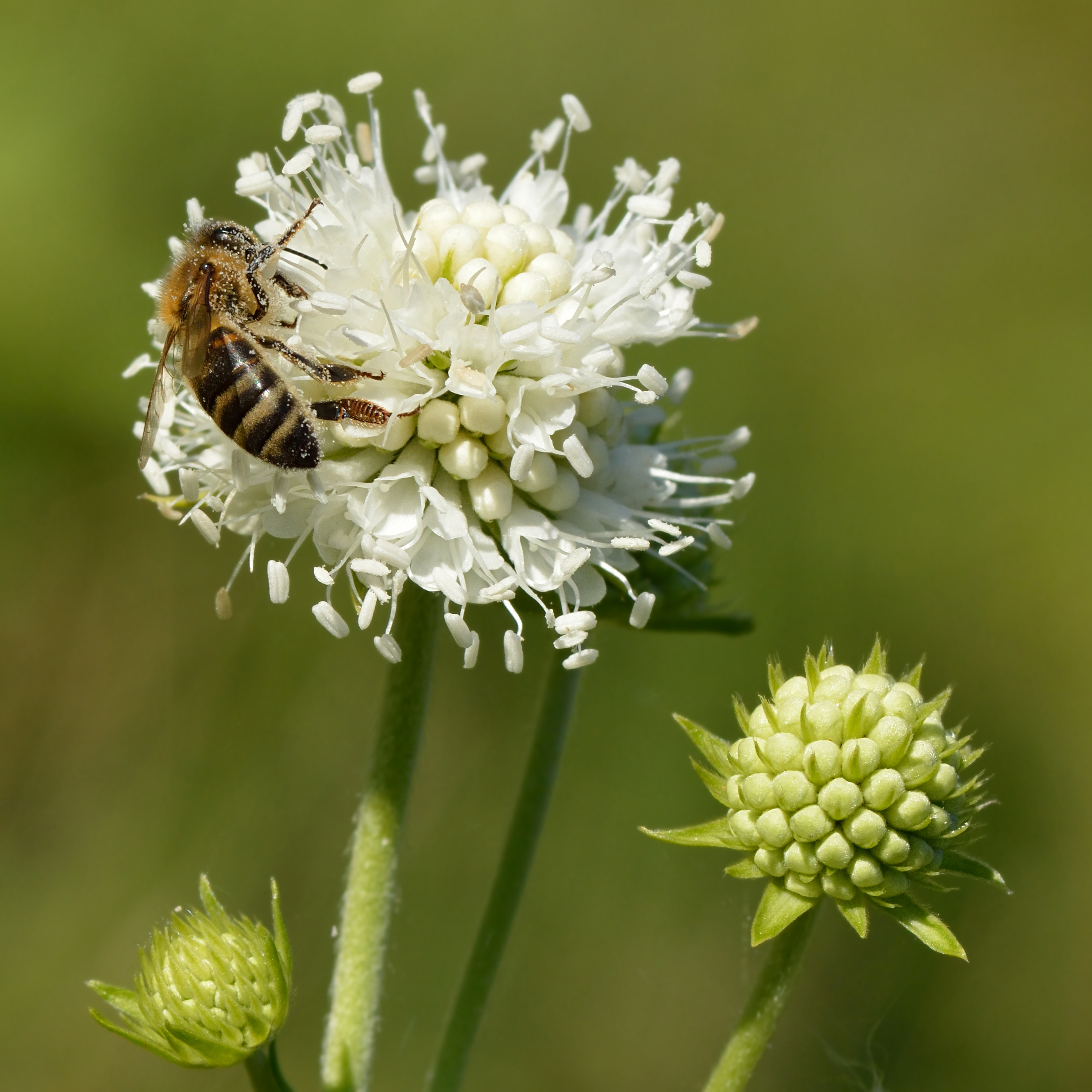
Сивец

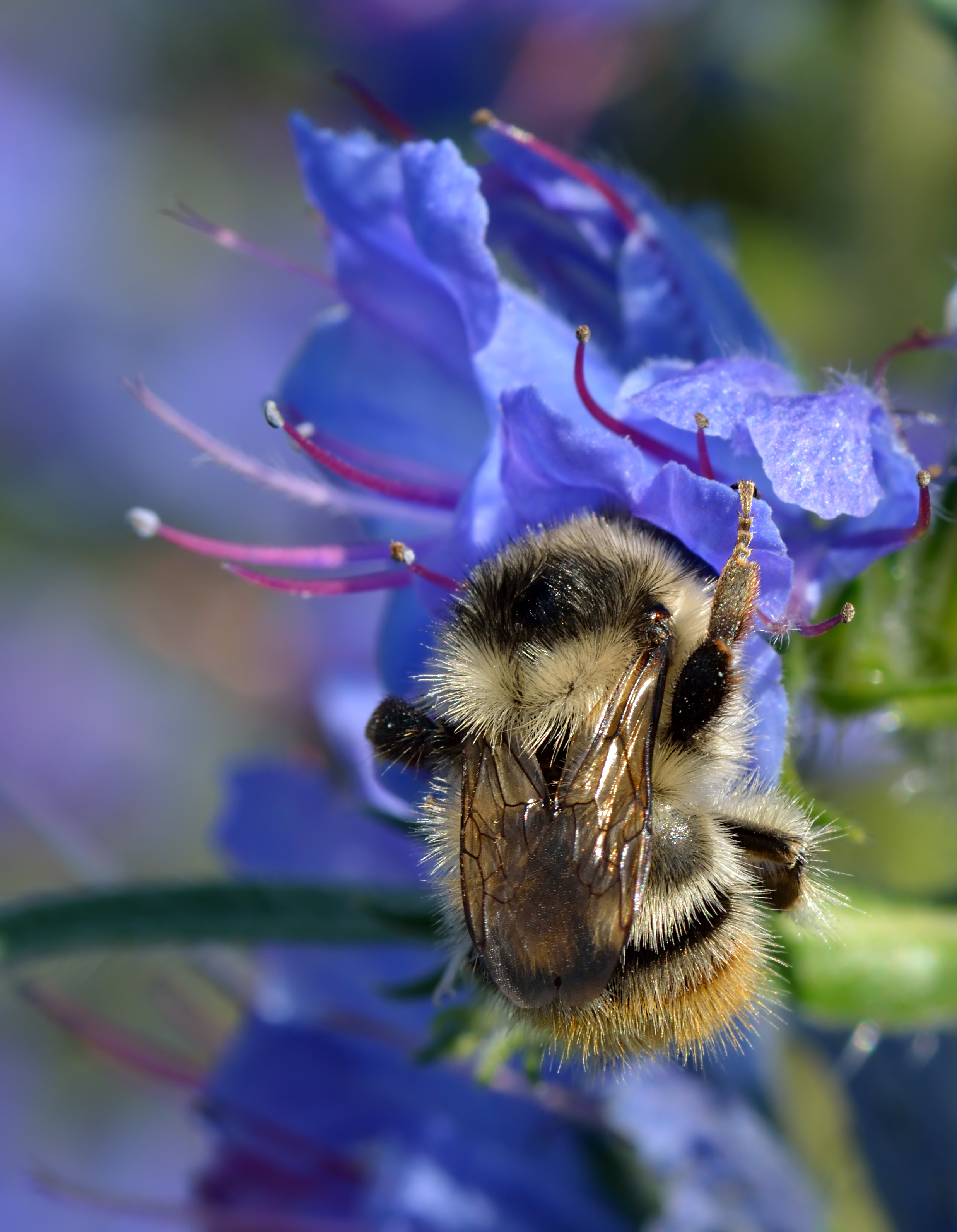
Синяк обыкновенный и шмель лесной

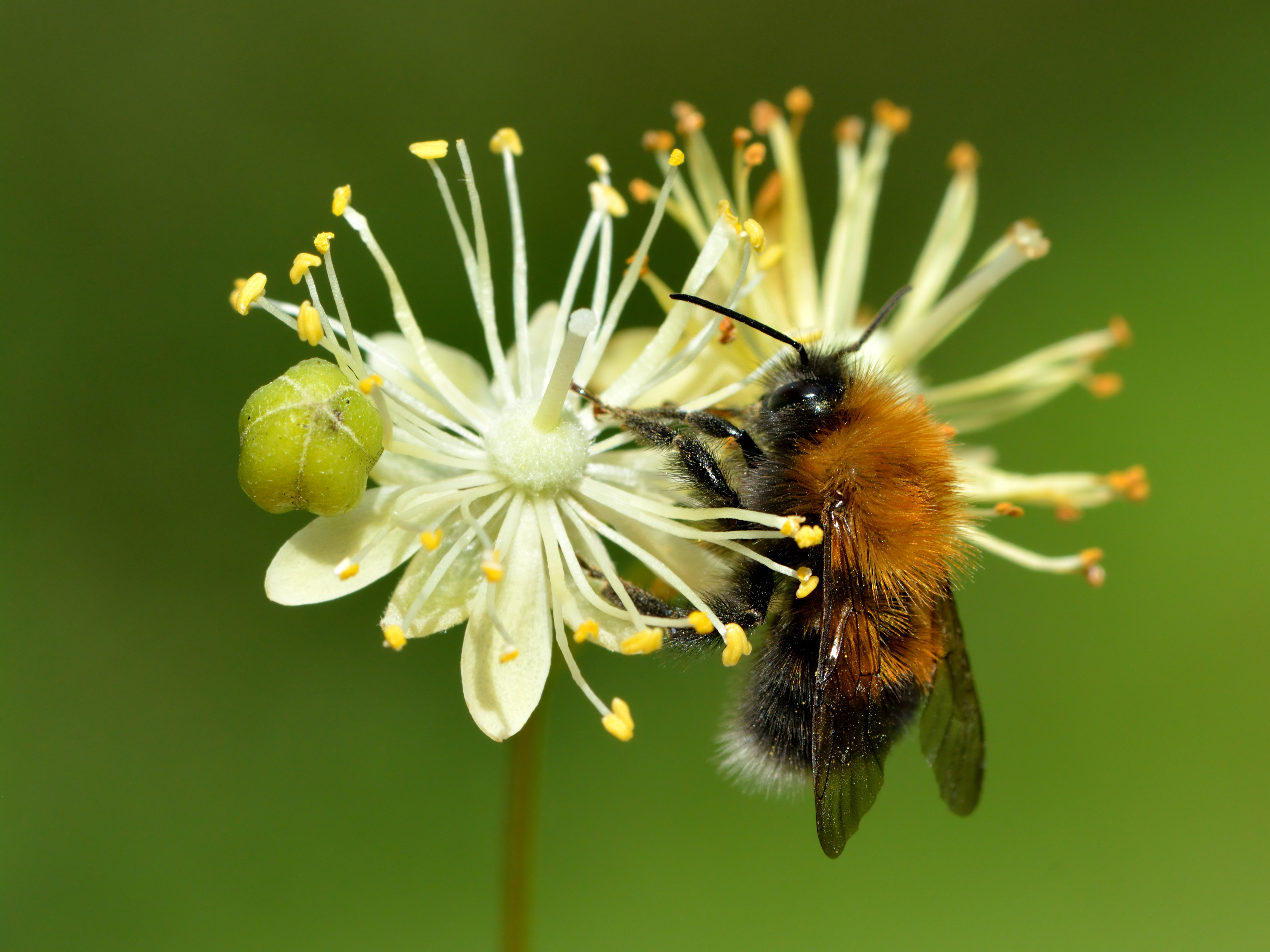
Липа сердцевидная

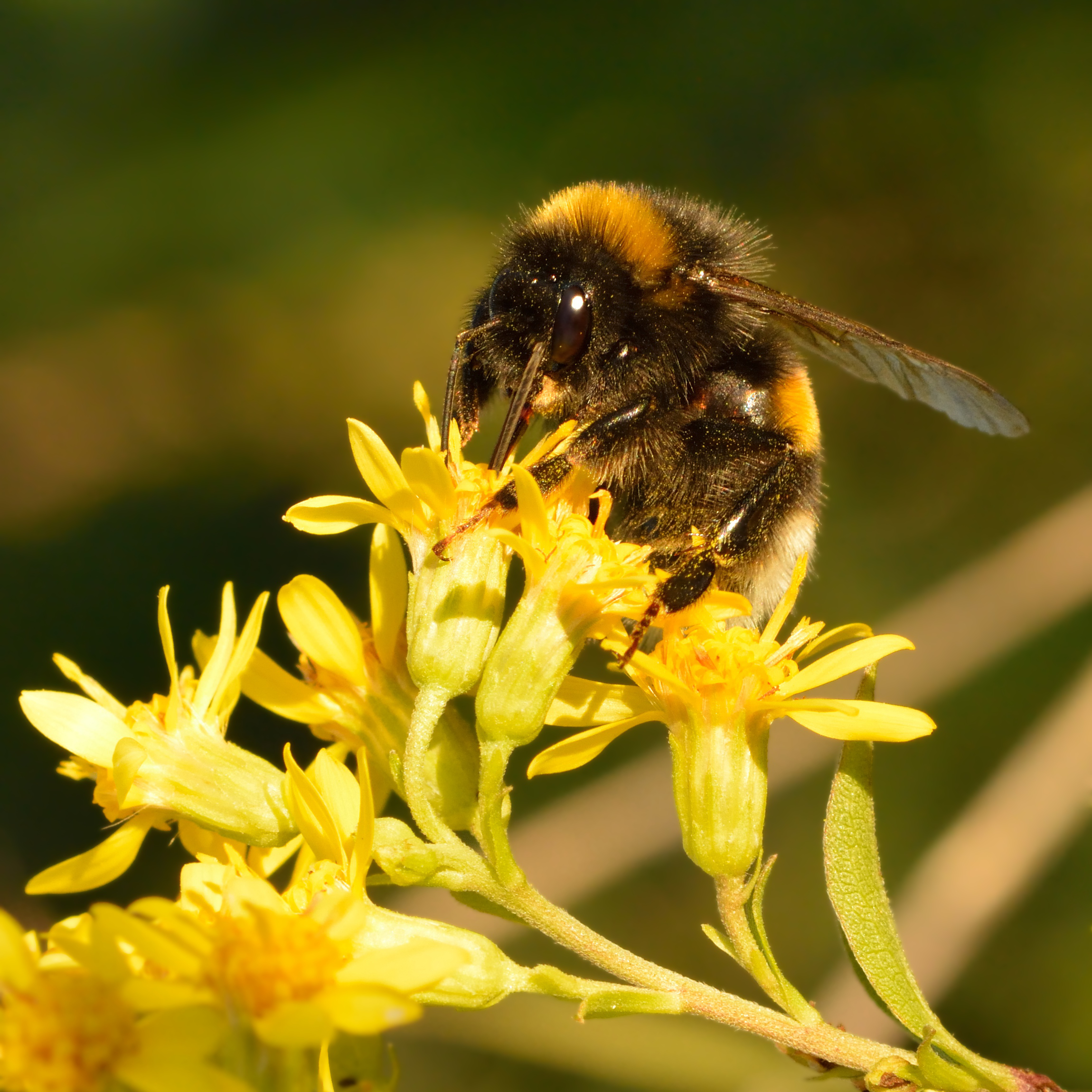
Золотарник обыкновенный

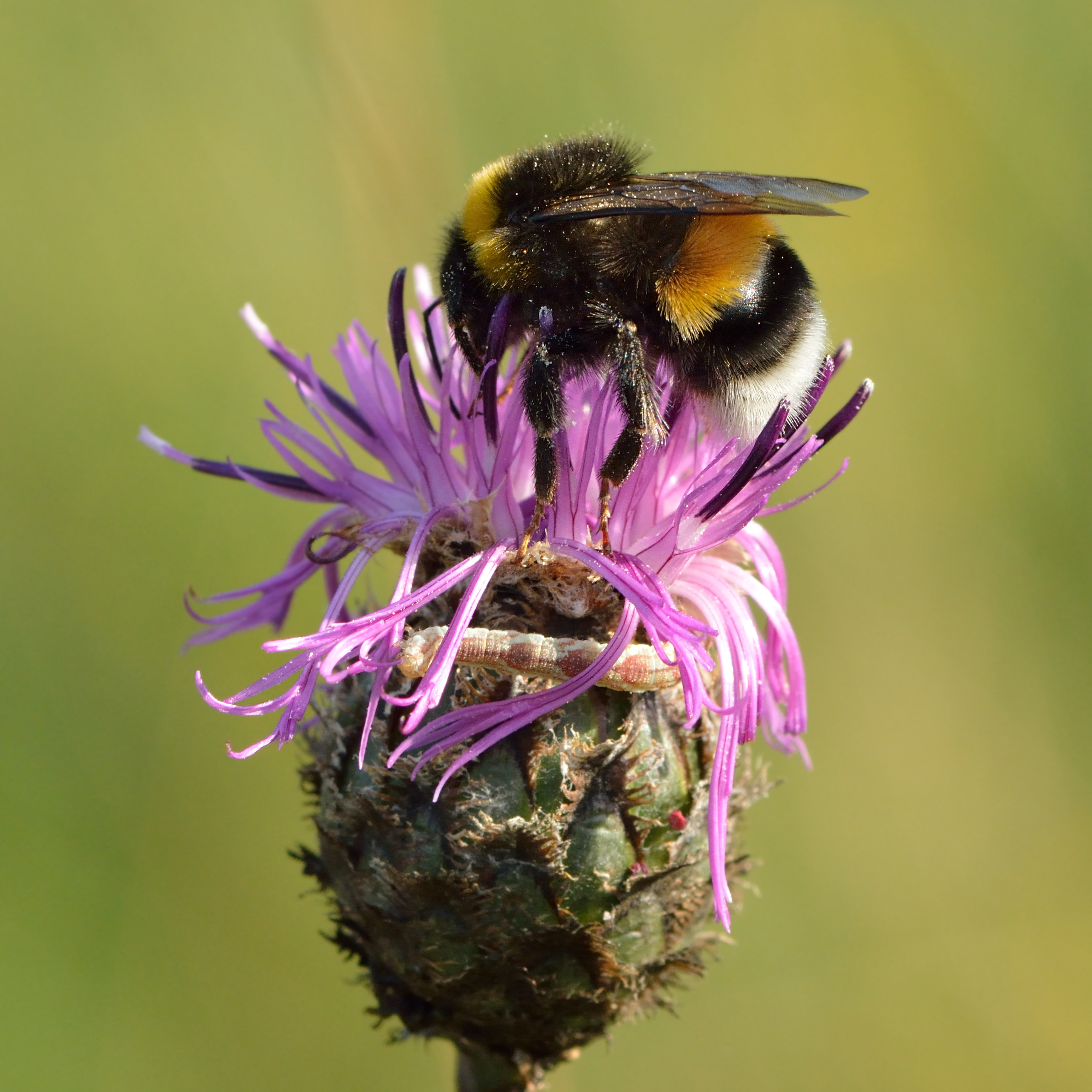
Василёк шероховатый

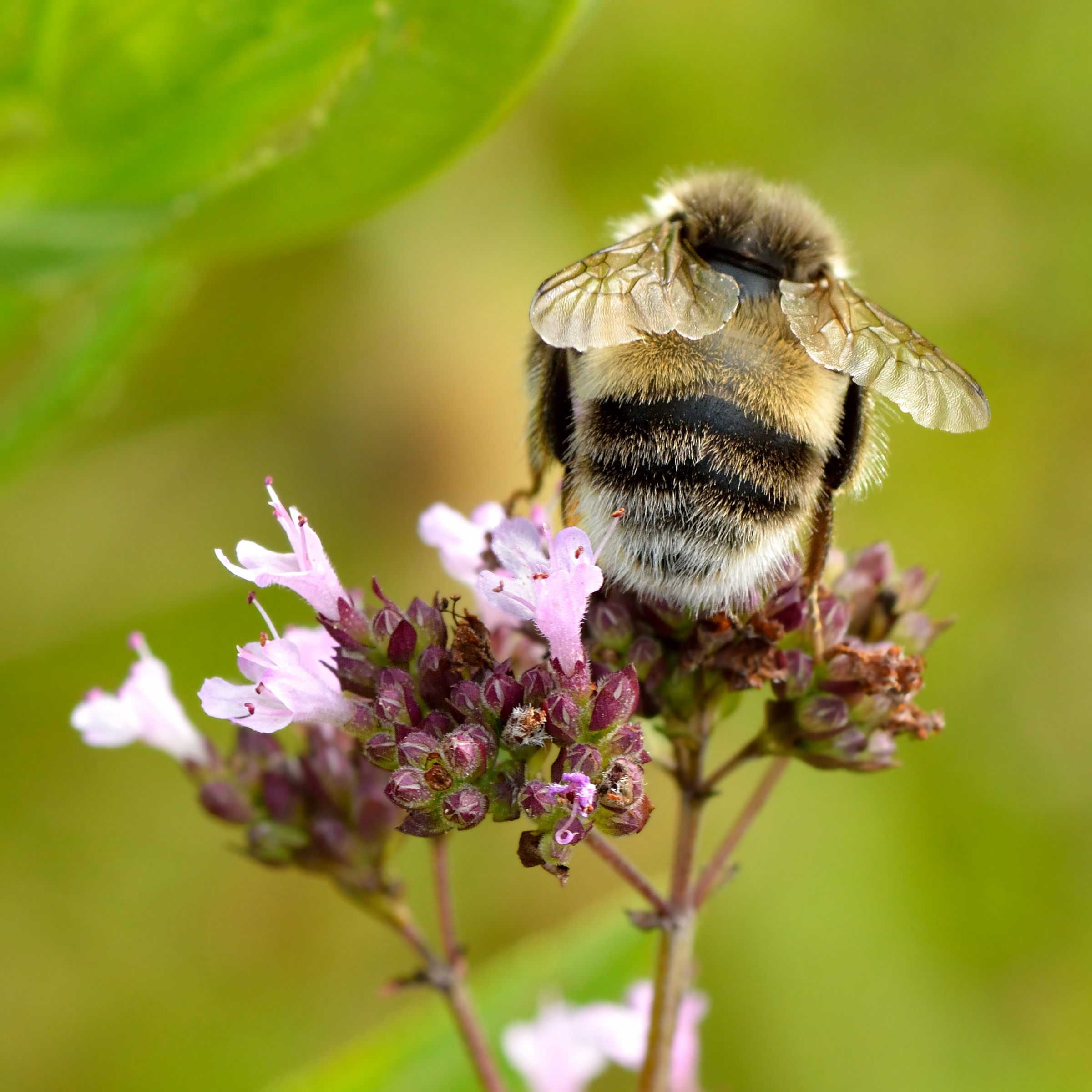
Душица обыкновенная

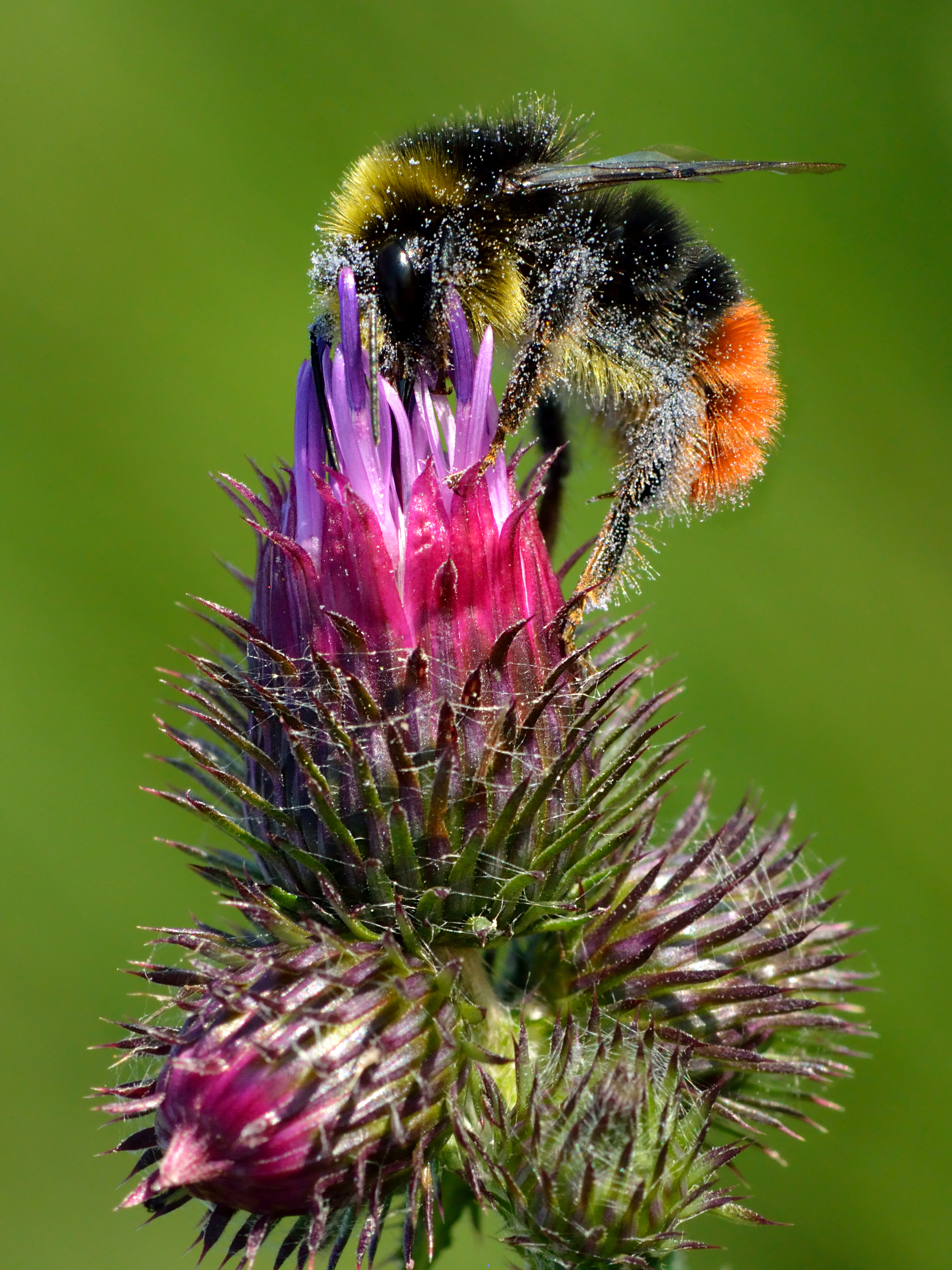
Чертополох курчавый

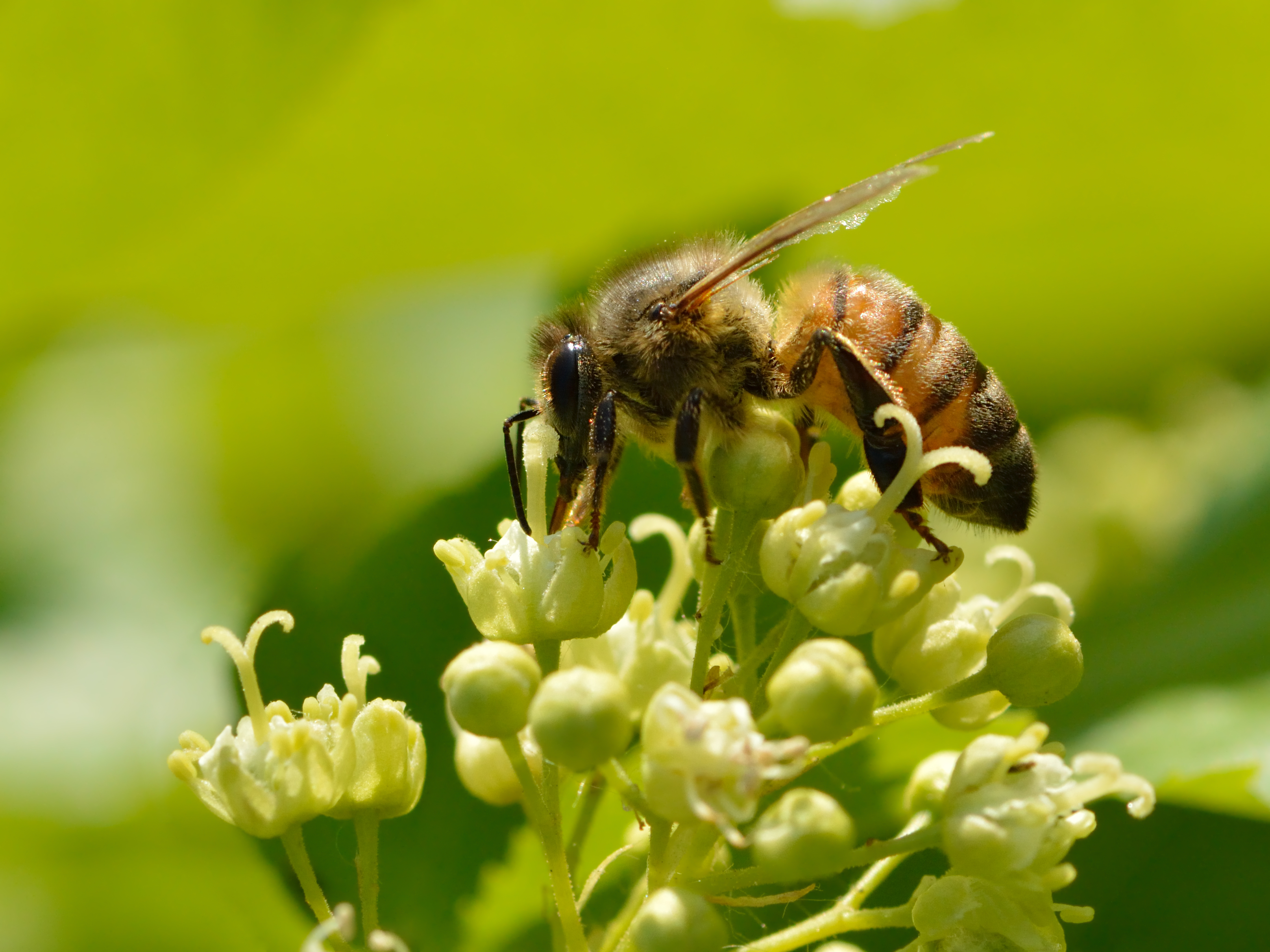
Клён татарский

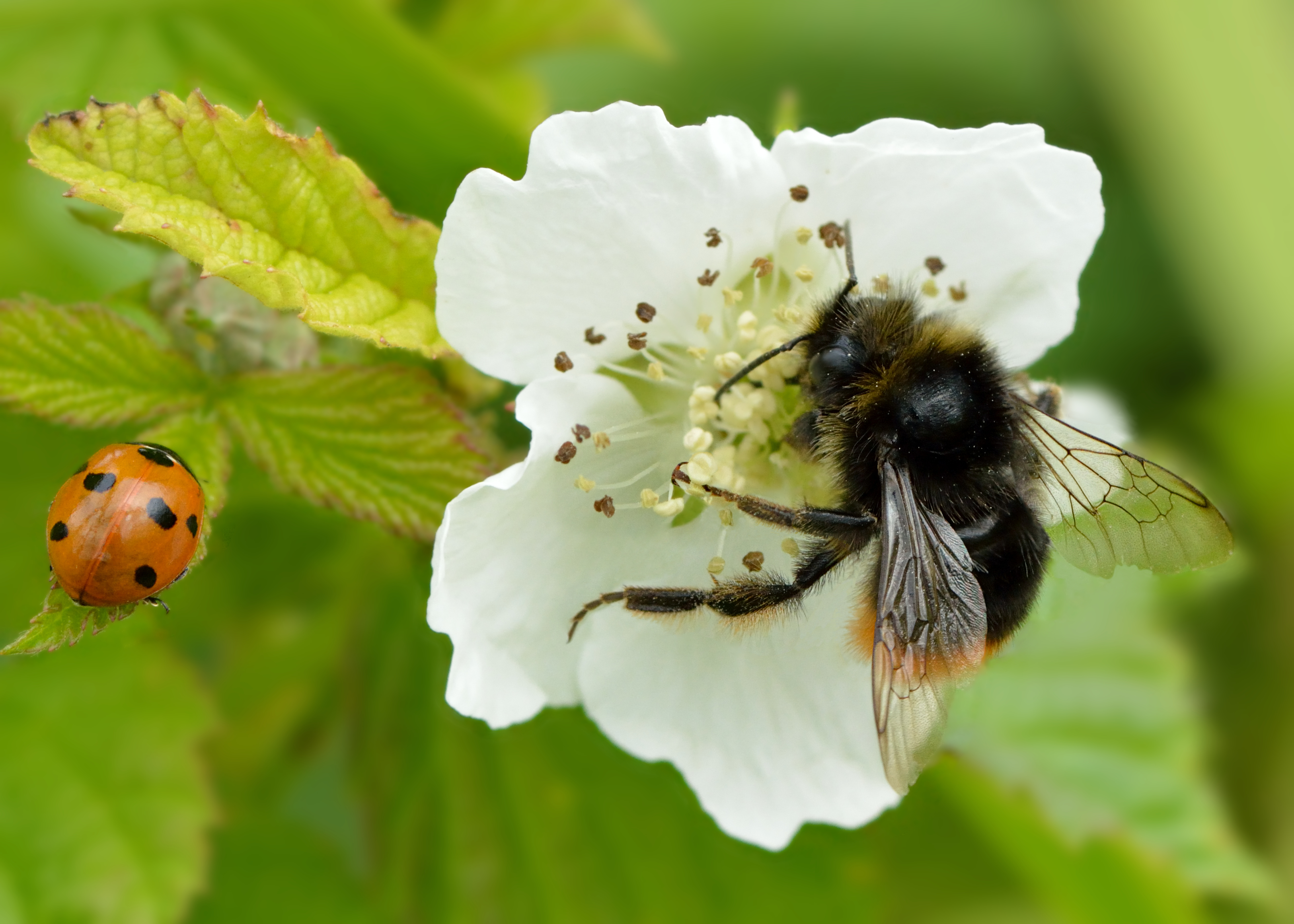
Ежевика сизая

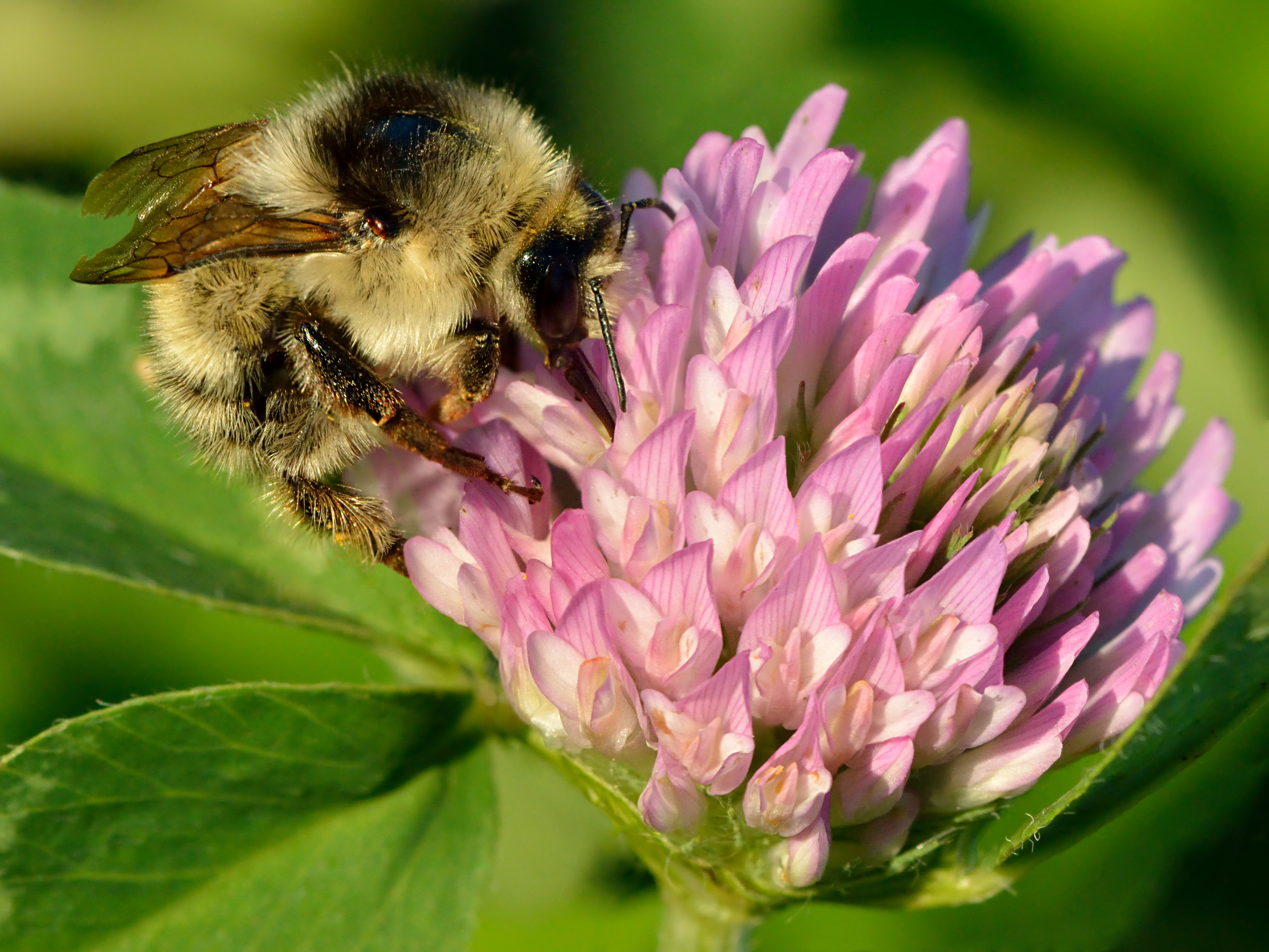
Клевер луговой

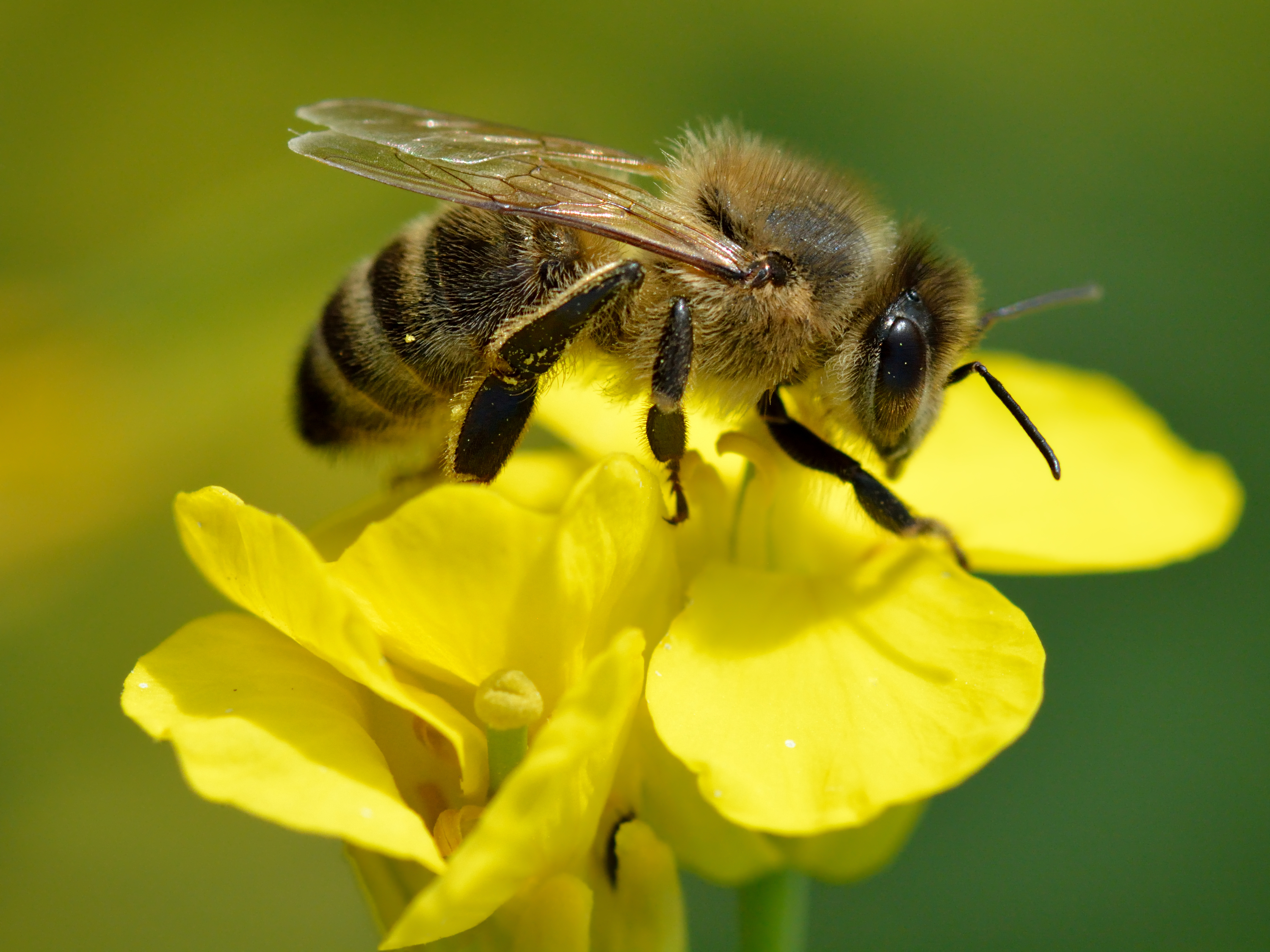
Рапс

Медоно́с — растение, посещаемое пчёлами для сбора нектара, пыльцы с цветков и клейкого вещества с молодых листьев и побегов. В ульях эти продукты перерабатываются, соответственно, в мёд, пергу и прополис. К медоносным свойствам относится также образование пади — сахаристых выделений некоторых насекомых. Падевые сорта мёда очень низкого качества, могут вызывать заболевание и гибель пчелиных семей.
Список некоторых медоносных растений и свойства продуктов пчеловодства:
- Акация. Растение-медонос, которое цветет с мая по июнь на юге России, в Сибири. Медопродуктивность акации от 500 до 1000 кг/га.[источник не указан 1437 дней]

- Аккурай. Медоносное растение семейства бобовых. Аккурай — степное растение, которое цветет в Казахстане и Башкирии. Медопродуктивность аккурая достигает 380 кг/га.[источник не указан 1437 дней]

- Аморфа кустарниковая. Посредственный медонос, но даёт много пыльцы, за короткое время пчёлы могут заполнить 2—5 рамок пергой тёмно-фиолетового цвета. Иногда пчёлы занимают ею столько сот, что остаётся мало места для кладки яиц. Поедают же пчёлы её неохотно, и во время зимовки такая перга портится, каменеет в сотах.
- Анхуза лекарственная. Весенне-летний медонос, по выделению нектара близок к синяку обыкновенному.
- Астра. Медоносное растение которое цветет во многих частях России. У пасечников вызывает интерес болотная астра, так как цветет она в сентябре когда уже большинство медоносов отцвело. Медопродуктивность астры составляет до 100 кг/Га.[источник не указан 1437 дней]
- Багульник болотный. Цветки выделяют значительное количество нектара и охотно посещаются пчёлами. Свежий мёд обладает слабыми наркотическими свойствами, перед употреблением его следует прогревать.
- Барбарис. В мае—июне даёт много нектара, вместе с другими лесными медоносами способствует подготовке пчелиной семьи к летним взяткам. Мёд приятный на вкус, светло-жёлтого цвета. Медопродуктивность барбариса 200-230кг/г.[источник не указан 1437 дней]
- Берёза. Все виды — высокопродуктивные весенние пыльценосы[англ.], дают наиболее ценный корм для пчёл, с высоким содержанием жиров. С молодых листьев пчёлы собирают сырьё для прополиса.
- Борщевик Сосновского. Летний медонос с продуктивностью до 120 кг/га. Мед темно-коричневого цвета, слабо кристаллизуется, богат микроэлементами. Собирается только сильными семьями, стимулирует расплод, но приводит к высокому износу пчел.

- Боярышник. Поздневесенний медонос, охотно посещается пчёлами. В среднем боярышник по высоте составляет 4 метра, но в некоторых случаях может достигать 12 метров в высоту. Продолжительность цветения до 2х недель в конце мая и начале июня. Медопродуктивность составляет 80-100 кг/га.[источник не указан 1437 дней]
- Брусника. Даёт поддерживающий взяток, медопродуктивность до 50 кг/га.
- Будра плющевидная и будра волосистая. Весенне-летний долгоцветущий медонос, весной даёт поддерживающий взяток. Мёд светло-жёлтый, ароматный.
- Бузина чёрная. Весенне-летний медонос, даёт поддерживающий взяток. При сплошном насаждении медопродуктивность до 85 кг/га.
- Валериана лекарственная. Посредственный медонос, даёт только нектар. Медопродуктивность 87—137 кг/га.
- Василек. Не существует на 100% чистых васильковых полей. Это растение любит компанию и чернозёмную почву. Медопродуктивность василька от 130 до 220 кг/га[источник не указан 1437 дней]
- Ваточник. Медоносное растение с медопродуктивностью от 45 до 85 кг/Га. Период цветения с июля по август в средней полосе России и на Северном Кавказе[2].[источник не указан 1437 дней]
- Вереск. Очень хороший осенний медонос, даёт продуктивный взяток в период, когда уже отцвели другие медоносы. Взяток способствует расплоду пчёл на зиму. Медопродуктивность 60—100 кг/га, одна семья может собрать 8—25 кг. Мёд тёмно-жёлтого и красно-бурого цвета, густой, ароматный, слегка терпковатый. По сравнению с другими сортами содержит больше минеральных и белковых веществ, поэтому при перезимовке на вересковом мёде может наблюдаться понос пчёл.
- Вероника. Виды этого рода — весенне-летние медоносы, дающие поддерживающий взяток. Медопродуктивность до 18 кг/га.
- Волчеягодник. Ранневесенний медонос, медопродуктивность 15 кг/га. Свежесобранный мёд ядовит, вызывает воспаление и острую боль слизистых оболочек рта и кишечника. Можно употреблять после кипячения. Есть указания на токсичность для пчёл.
- Вяз гладкий и вяз голый. Хорошие весенние нектароносы и пыльценосы, дают также прополис. Летом могут выделять падь. Другие виды вяза имеют меньшее значение.
- Гледичия трёхколючковая. Летний медонос, в южных районах даёт продуктивный взяток. Хорошо выделяет нектар и в засушливую погоду. Медопродуктивность до 200—250 кг/га.
- Глициния Медоносное растение с умеренной медопродуктивностью. Цветение с июля по август. [источник не указан 1437 дней]
- Горец перечный. Медопродуктивность до 180 кг/га, другие виды горца менее продуктивны, но выделяют нектар на протяжении всего лета.
- Горчица  Продолжительность цветения горчицы около месяца. Пасечники сеют горчицу до 3х раз за сезон. Медопродуктивность горчицы от 40 до 70 кг/га. Посев под зиму до 150 кг/га.[источник не указан 1437 дней]
- Гречиха посевная. Цветет гречиха около 1 месяца, начиная с середины июня. Медопродуктивность гречихи зависит от погодных условий. Наиболее продуктивностью будет температура +26 градусов при высокой влажности. Средняя медопродуктивность гречихи составляют от 50 до 225 кг/га.[источник не указан 1437 дней]
- Груша. Посредственный весенний медонос, даёт поддерживающий взяток. Медопродуктивность 15—20 кг/га.
- Дербенник иволистный и дербенник прутовидный. Летне-осенние нектароносы и пыльценосы, способствующие осеннему наращиванию приплода, служат для пополнения запасов мёда на зиму. Медопродуктивность 360—420 кг/га, обеспечивают суточное увеличение запаса одной семьи на 5 кг. Мёд грязновато-жёлтый, ароматный, слегка терпкий.
- Донник. Медоносное растение, период цветения с июня по август. Цветет донник по всей России, поэтому считается наиболее популярным медоносом. Медопродуктивность с дикого донника до 200 кг/Га. С культивируемого растения до 600 кг/Га.[источник не указан 1437 дней]
- Дуб обыкновенный и дуб скальный. Хорошие весенние пыльценосы, в отдельные годы с женских цветков пчёлы собирают и нектар. Дуб опасен возможностью появления большого количества пади.
- Душица обыкновенная. Хороший летний медонос, охотно посещаемый пчёлами, особенно в первой половине периода цветения. Медопродуктивность 3—20 кг/га при наличии 50—400 стеблей.
- Дягиль лекарственный. В тёплую и влажную погоду выделяет много нектара, охотно посещается пчёлами. Медопродуктивность до 90 кг/га. Мёд приятного вкуса, ароматный, легко кристаллизуется.
- Ежевика. Медопродуктивность 20—25 кг/га, мёд светлый, прозрачный, со слабым ароматом.
- Жостер слабительный. Даёт поддерживающий взяток, медопродуктивность до 25 кг/га. Мёд жидкий, не кристаллизуется.
- Зверобой Медоносное растение, которое цветет два цветения за сезон,  Первое: Май - Июнь, Второе: Июль - Август. Медопродуктивность зверобоя считается умеренной до 50 кг/Га.[источник не указан 1437 дней]
- Золотарник обыкновенный. Осенний медонос; ценен тем, что даёт необходимый зимний запас мёда и пыльцы. Мёд золотисто-жёлтый, приятного вкуса.
- Ива. Виды ивы имеют большую ценность для пчеловодства, поскольку ранней весной уже дают нектар и пыльцу, эти первые взятки способствуют росту расплода. Разные виды цветут неодновременно, это растягивает общий период цветения. Популярные виды: Белая и Остролистная. Период цветения Апрель - Май. Медопродуктивность до 200 кг/Га.[источник не указан 1437 дней]
- Ирга. Медоносное растение с высокой медопродуктивностью до 370 кг/ Га. Цветет ирга в средней полосе России,  Урал, Сибирь и на Кавказе. Период цветения Май - Июнь.[источник не указан 1437 дней]
- Иссоп лекарственный. Пчёлы собирают нектар и много пыльцы. Мёд очень ароматный[3].
- Калина обыкновенная. Посредственный поздневесенний нектаропыльценос, медопродуктивность до 30 кг/га.
- Карагана древовидная, или жёлтая акация. Поздневесенний медонос, даёт поддерживающий или продуктивный взяток. Медопродуктивность до 300 кг/га. Мёд прозрачный, светло-жёлтого цвета, без резкого запаха, с нежным вкусом, долго не кристаллизуется. Многие пасечники ценят его выше липового, он годится и для зимовки пчёл.
- Каштан Данный медонос растет в южных районах России и на Кавказе. Цветение каштана начинается с мая по июль. Медопродуктивность каштана от 25 кг/га.[источник не указан 1437 дней]
- Кизил обыкновенный. Очень хороший ранневесенний медонос, даёт нектар, пыльцу и прополис.
- Кипрей узколистный (иван-чай). Очень хороший летний медонос с медопродуктивностью 500—600 кг/га. За день семья может принести в улей до 12 кг мёда. Пыльценос, его пыльца с клейкой оболочкой даёт прополис. Мёд прозрачный, зеленоватый, с нежным ароматом, кристаллизуется в белую салоподобную массу.
- Клевер
- Клёны. Очень хорошие весенние медоносы, при наличии больших массивов дают продуктивный взяток. Наибольшая медопродуктивность у клёна полевого — до 1000 кг/га, у других видов 100—120 (клён татарский, клён ложноплатановый), иногда свыше 200 кг/га (клён остролистный). Иногда на клёнах бывает падь.
- Кориандр
- Крушина ломкая. Хороший медонос, цветёт на протяжении лета, даёт стойкий взяток нектара и пыльцы, в лесистых местностях даёт товарный мёд. Медопродуктивность до 25 кг/га, пчелиная семья собирает в день 2—4 кг мёда. Мёд ароматный, темнее малинового, крупнозернистый.
- Котовник Медоносное растение цветет с июня по август по всей России. Медопродуктивность данного медоноса около 200 кг/Га[источник не указан 1437 дней]
- Лабазник обыкновенный и лабазник вязолистный. Хорошие летние нектароносы и пыльценосы.
- Лещина обыкновенная. Один из важнейших лесных пыльценосов, ранней весной пчёлы берут с него высококачественную пергу с высоким содержанием белков и витаминов. Часто пыльцу заготовляют для зимней и ранневесенней подкормки пчёл.
- Липа сердцевидная и липа европейская. Важный летний медонос, дающий продуктивный взяток, может давать смешанный с гречихой тип. Медопродуктивность достигает 600—800 кг/га, но сильно зависит от погодных условий и возраста насаждений. Наиболее интенсивно выделяют нектар деревья в возрасте 20—25 лет, наилучшие погодные условия — дневная температура около 25 °C, переменная облачность и высокая влажность воздуха. Сбор липового мёда на одну семью колеблется от 7 до 20 кг. Пыльцы с липы пчёлы берут мало. Мёд светло-жёлтый, иногда с зеленоватым оттенком, с запахом «липового цвета», ценится выше многих сортов. Иногда после цветения пчёлы собирают падь, выделяемую тлями, липовая падь наиболее опасна для здоровья пчёл.
- Лох узколистный. Ценный раннелетний медонос, цветёт 10 и более дней, пчёлы берут с него преимущественно нектар. Даёт поддерживающий взяток, необходимый для подготовки семьи к основному летнему взятку, особенно в степных районах. Подготовленные пчелиные семьи собирают с лоха и товарный мёд, за время цветения могут пополнить запасы на 4—13 кг. Медопродуктивность до 200 кг/га.
- Малина. Прекрасный медонос, медопродуктивность до 50—100 кг/га. Имеет длительный период цветения, во время которого пчелиная семья собирает 3,5—5,5 кг мёда в день. Мёд светлый, часто белый, пригоден для зимовки пчёл.
- Мать-и-мачеха обыкновенная. Один из наиболее ранних медоносов, медопродуктивность до 18 кг/га, взяток способствует развитию расплода.
- Медуница лекарственная и медуница мягкая. Ранневесенние медоносы, медопродуктивность до 100 кг/га. Мёд может раздражать слизистую оболочку рта.
- Молочай
- Облепиха крушиновидная. Хороший летний пыльценос, даёт много высокопитательной пыльцы.
- Огуречная трава. Отличный медонос, цветёт с мая и по август, мёд светлый и ароматный, медопродуктивность до 200 кг/га.
- Одуванчик лекарственный. С ранней весны даёт большое количество пыльцы, богатой белком. Сильные семьи собирают с одуванчика до 3 кг мёда в день. Медопродуктивность 4,3 кг/га. Мёд густой, ярко-жёлтого или тёмно-янтарного цвета, быстро кристаллизуется.
- Окопник лекарственный. Раннелетний медонос, даёт поддерживающий взяток. Медопродуктивность 25 кг/га.
- Ольха клейкая и ольха серая. Ранневесенний пыльценос, даёт также прополис с молодых листьев и побегов. Рекомендуется подкармливать пчелиные семьи ещё до цветения ольхи. Для этого срезанные ветки выдерживают в тёплом помещении, после раскрывания пыльников отделяют пыльцу с помощью сита и смешивают с мёдом или сиропом.
- Очиток едкий. Летний нектаронос и пыльценос, даёт поддерживающий взяток. Ценен тем, что выделяет нектар и в засуху, активно посещается пчёлами. Медопродуктивность — до 35 кг/га. Мёд золотисто-жёлтого цвета, относится к высшим сортам.
- Очиток обыкновенный. Хороший осенний медонос, за две недели сентября каждая семья может взять 8—10 кг мёда. Мёд светло-жёлтый, высокого качества, в сотах зимой не кристаллизуется и хорошо потребляется пчёлами.
- Подорожник. Хороший пыльценос, особенно подорожник средний.
- Подсолнечник Медонос подсолнечника начинает цвести в июле. Его медопродуктивность составляет до 70 кг/Га.[источник не указан 1437 дней]
- Пролеска двулистная и пролеска сибирская. Ранневесенние нектаропыльценосы, медопродуктивность незначительна, но ценны тем, что зацветают сразу после таяния снега.
- Пустырник пятилопастный. Хороший летний нектаропыльценос с длительным периодом цветения. Медопродуктивность 240—300 кг/га. Мёд светлый, прозрачный, со специфическим, но не резким запахом.
- Ракитник русский и ракитник Цингера. Поздневесенние нектароносы и пыльценосы, имеют значение в местах массового распространения.
- Рапс. Поздний медонос. Цветение рапса приходится на август - сентябрь. Цветет рапс в России большую часть на территории Сибири. Медопродуктивность от 700 до 1500 кг/га, что считается самым продуктивным медоносом.[источник не указан 1437 дней]
- Робиния обыкновенная, «белая акация». Один из лучших раннелетних медоносов, дающих продуктивный взяток. Медопродуктивность 100—300, в более южных районах может достигать 1000 кг/га. Взяток на семью может достигать 5—8 кг в день и до 80 кг за период цветения. Мёд (обычно называется «акациевый») считается одним из лучших сортов, белый, прозрачный. Благодаря высокому содержанию фруктозы кристаллизуется медленно и образует мягкую мелкокристаллическую массу с консистенцией смальца.
- Рододендрон жёлтый, или азалия понтийская. Выделяет большое количество нектара и охотно посещается пчёлами, но мёд токсичен для пчёл и для человека, может вызвать гибель взрослых пчёл, маток и личинок. При употреблении двух — трёх столовых ложек даже очищенного от пыльцы азалиевого мёда возникает диарея, рвота, озноб, ослабление сердечной деятельности и потеря сознания.
- Рябина. Среднепродуктивный весенний нектаронос, хороший пыльценос. Дают поддерживающий взяток, медопродуктивность до 30—40 кг/га.
- Синяк обыкновенный. Ценный летний медонос, рекомендуется для высевания на припасечных участках. Медопродуктивность 300—400 кг/га. В засуху выделение нектара уменьшается, но незначительно по сравнению с другими медоносами. Пчёлы посещают цветки синяка на протяжении всего дня, берут нектар и пыльцу. Дневной взяток составляет до 6—8 кг на семью. Мёд светло-янтарного цвета, с высокими вкусовыми качествами, густой консистенции, медленно кристаллизуется и хорошо хранится.
- Смородина чёрная. Весенний нектаронос и пыльценос. Медопродуктивность 30—140 кг/га.
- Сныть обыкновенная. Хороший медонос, ценится наравне с иван-чаем, иногда заменяет его, если иван-чай не даёт взятка. Охотно посещается пчёлами, особенно в первой половине дня.Период цветения Май - Июнь. Медопродуктивность 200 - 240 кг/Га.[источник не указан 1437 дней]
- Сурепка обыкновенная. Медопродуктивность сплошных массивов достигает 40—50 кг/га. Мёд зеленовато-жёлтый, обладает приятным, но слабым ароматом.
- Тёрн. Весенний медонос, дающий поддерживающий взяток. Медопродуктивность до 30 кг/га.
- Тимьян обыкновенный и другие виды тимьяна. Хорошие летние медоносы, выделяют нектар в течение всего дня. За сезон одна пчелиная семья может собрать до 15—20 кг мёда. Медопродуктивность в культуре составляет 140 кг/га при плотности растений 8300 на гектар.
- Тополь. Пыльценос, даёт ценный питательный корм для пчёл. Является одним из важнейших источников прополиса.
- Тысячелистник обыкновенный. Летний медонос, даёт нектар и большое количество пыльцы.
- Фацелия Медоносное растение которое цветет с июня по июль месяц на территории всей России. Медопродуктивность фацелии до 100  кг/Га.[источник не указан 1437 дней]
- Фиалка. Виды фиалок — медоносы, дающие только нектар.
- Хвойные деревья. Пыльценосны, иногда интенсивно выделяют падь, с которой пчелиная семья может брать в день до 4 кг падевого мёда (с елей), такой мёд имеет смолистый вкус и запах, вреден для пчелиных семей. Пыльцу сосен пчёлы собирают неохотно.
- Черёмуха обыкновенная. Весенний нектаронос и пыльценос, даёт поддерживающий взяток. Иногда выделяет падь.
- Черника. Весенне-летний медонос, преимущественно даёт поддерживающий взяток. За день пчёлы собирают до 2,5 кг мёда на улей, медопродуктивность 30—80 кг/га. Мёд прозрачный, ароматный, обладает лечебными и диетическими свойствами.
- Чернокорень лекарственный. Поздневесенний и раннелетний нектаронос, взяток с него способствует наращиванию пчелиной семьи перед продуктивным взятком. Выделяет много нектара, одной пчеле достаточно посетить 3—4 цветка. Мёд прозрачный, бесцветный.
- Чистяк весенний. Ранневесенний медонос, охотно посещается пчёлами.
- Шиповник. Виды шиповника главным образом пыльценосны, нектара выделяют очень мало. Рекомендуются для высаживания в местах, где в конце мая — июне мало других пыльценосов.
- Хлопчатник. Хороший летне-осенний медонос, медопродуктивность до 300 кг/га. Мёд светлый и только после кристаллизации становится белым, имеет своеобразный аромат и нежный вкус. Обычно быстро кристаллизуется и тогда становится почти белым и мелкозернистым.
- Энотера двулетняя. Даёт поддерживающий взяток, один цветок содержит достаточно нектара для наполнения медового зобика пчелы. Медопродуктивность до 40 кг/га. Пыльца энотеры слишком липкая, и пчёлы её не собирают.
- Яблоня. Ценный весенний нектаронос и особенно пыльценос, пчёлы собирают с неё большие запасы перги. Медопродуктивность 18—20 кг/га.
- Яснотка белая и яснотка пятнистая. Хорошие летние нектароносы и пыльценосы, медопродуктивность до 540 кг/га.